# Kyat birmano
El kyat (en birmano: ) es la moneda oficial de Birmania, Se divide en 100 pyas y normalmente se abrevia como K. Su código ISO 4217 es MMK.

## Historia

### Primer kyat, hasta 1889
El kyat era la denominación utilizada para nombrar a las monedas de oro y plata acuñadas en Birmania hasta 1889. Se dividía en 20 pe, y éste a su vez en 4 pya, valiendo el mu y el mat 2 y 4 pe respectivamente. Nominalmente, 16 kyat de plata equivalían a 1 kyat de oro. El kyat de plata valía lo que una rupia india, que sustituyó al kyat cuando Birmania fue ocupada por los británicos.

### Segundo kyat, 1943-1945
Cuando los japoneses ocuparon Birmania en 1942, introdujeron una moneda basada en la rupia. En 1943 fue sustituida por un nuevo kyat a la par. Este kyat se dividía en 100 céntimos. El kyat empezó a perder su valor al finalizar la guerra por lo que se reintrodujo la rupia.

### Tercer kyat, 1952-
En kyat actual se introdujo el 1 de julio de 1952. Sustituyó a la rupia birmana a la par. Durante este periodo tuvo lugar la decimalización del sistema monetario, pasando a dividirse en 100 pyas.

## Monedas

### Primer kyat
En 1852, el rey Mindon Min estableció la casa de moneda real en Mandalay, en el centro de Birmania. Los troqueles se hacían en París. Se acuñaron monedas de plata de 1 pe, 1 mu, 1 mat, 5 mu y 1 kyat, y en oro de 1 pe y 1 mu. Todos los anversos llevan el sello del pavo real, del que las monedas toman su nombre. En reverso tiene la denominación y la fecha de acuñación según el calendario birmano, que empieza en el año 638. En las décadas de los años 1880 y 1870 se acuñaron monedas de plomo de ⅛ y ¼ pya, además de ¼ pe de cobre, latón, estaño y hierro, y 2 pya de cobre. En 1866 se volvieron a acuñar monedas de oro de 1 pe, 2½ mu y 1 kyat. En 1878 se añadió una moneda de 5 mu.

### Segundo kyat
No se acuñaron monedas.

### Tercer kyat
En 1952 se introdujeron monedas de 1, 5, 10, 25, 50 pya y 1 kyat. Las últimas monedas de 1 pya se acuñaron en 1966, las de 5 y 25 pya en 1987 y las de 10 y 50 pya en 1991. En 1999 se introdujo una nueva serie de monedas en denominaciones de 1, 5, 10, 50 y 100 kyat.
A finales de 2008, el gobierno birmano anunció que se emitirían nuevas monedas de 50 y 100 kyat. Según fuentes periodísticas, la moneda de 50 kyat sería de cobre con el león birmano en el anverso y la Fuente del Loto de Naipyidó. La moneda de 100 kyat llevaría el león en el anverso y el valor de la moneda en el reverso.
| Denominación | Emisión | Metal    | Diámetro (mm) | Peso (g) | Anverso                               | Reverso                                                                   |
| ------------ | ------- | -------- | ------------- | -------- | ------------------------------------- | ------------------------------------------------------------------------- |
| 1 Kyat       | 1999    | Cu+Zn    | 19,00         | 2,80     | León birmano (Chinthe) - မ္ရန္‌မာနုိင္‌ငံတော္‌ဗဟုိဘဏ္ | 1 KYAT - CENTRAL BANK OF MYANMAR - Espigas de arroz - año de acuñación    |
| 5 Kyats      | 1999    | Cu+Ni+Zn | 20,00         | 2,73     | León birmano (Chinthe) - မ္ရန္‌မာနုိင္‌ငံတော္‌ဗဟုိဘဏ္ | 5 KYATS - CENTRAL BANK OF MYANMAR - Espigas de arroz - año de acuñación   |
| 10 Kyats     | 1999    | Cu+Ni+Zn | 23,00         | 4,40     | León birmano (Chinthe) - မ္ရန္‌မာနုိင္‌ငံတော္‌ဗဟုိဘဏ္ | 10 KYATS - CENTRAL BANK OF MYANMAR - Espigas de arroz - año de acuñación  |
| 50 Kyats     | 1999    | Cu+Ni    | 24,00         | 5,20     | León birmano (Chinthe) - မ္ရန္‌မာနုိင္‌ငံတော္‌ဗဟုိဘဏ္ | 50 KYATS - CENTRAL BANK OF MYANMAR - Espigas de arroz - año de acuñación  |
| 100 Kyats    | 1999    | Cu+Ni    | 27,00         | 7,50     | León birmano (Chinthe) - မ္ရန္‌မာနုိင္‌ငံတော္‌ဗဟုိဘဏ္ | 100 KYATS - CENTRAL BANK OF MYANMAR - Espigas de arroz - año de acuñación |

## Billetes

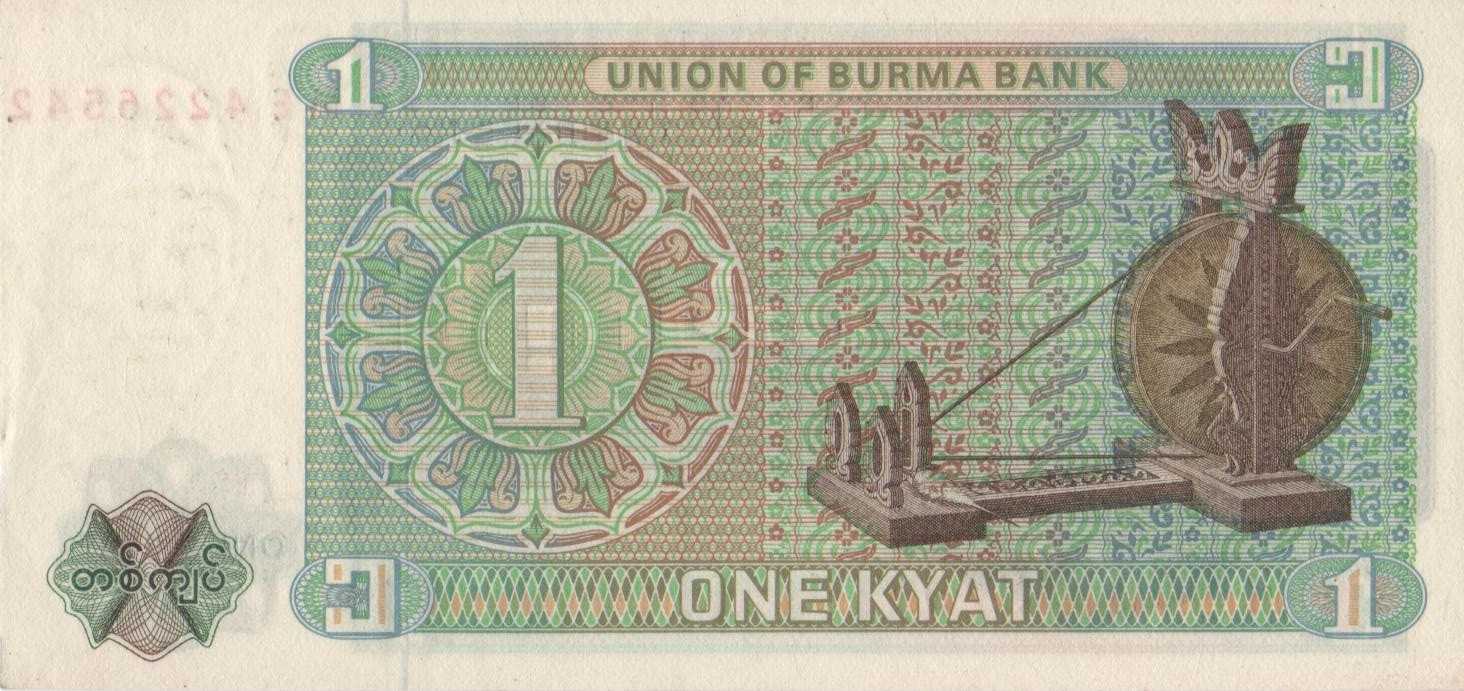
1 kyat

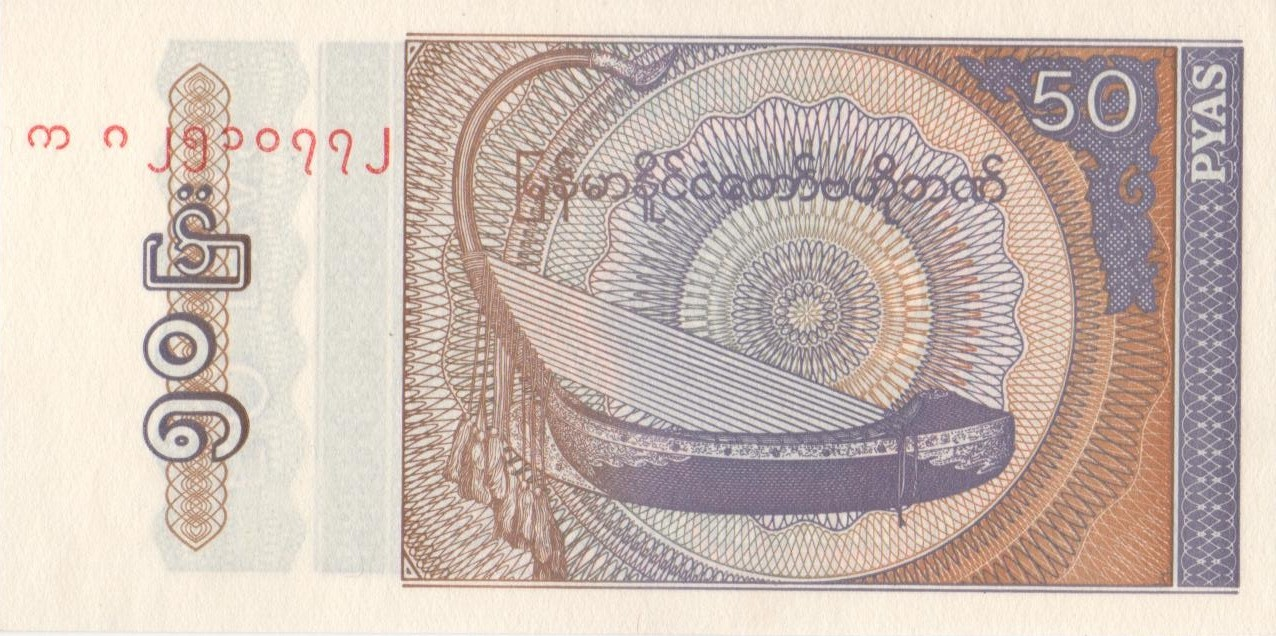
50 pyas

### Segundo kyat
En 1944, el Banco Estatal de Birmania introdujo billetes de 1, 5, 10 y 100 kyat, seguidos de una nueva emisión de 100 kyat en 1945.

### Tercer kyat
En 1953, el Banco de la Unión de Birmania introdujo los primeros billetes denominados en kyat en denominaciones de 1, 5, 10 y 100 kyats. Tenían un diseño similar a las últimas series de rupias. En 1958, se añadieron denominaciones de 20 y 50 kyats. El 15 de mayo de 1964 los billetes de 50 y 100 kyats se retiraron de la circulación. Esta fue la primera de muchas desmonetizaciones para luchar contra el mercado negro. En 1965 el Banco Popular de Birmania asumió las competencias del banco anterior y emitió denominaciones de 1, 5, 10 y 20 kyats.
En 1972 el Banco de la Unión de Birmania se encargó de emitir los billetes e introdujo entre 1972 y 1979 denominaciones de 1, 5, 10, 25, 50 y 100 kyats. Estos billetes se imprimieron en la Security Printing Works en Wazi bajo la dirección técnica alemana de Giesecke & Devrient. El 3 de noviembre de 1985, los billetes de 25, 50 y 100 kyats se retiraron de la circulación y la gente podía cambiar cantidades ilimitadas de los antiguos billetes por otros nuevos. Las demás denominaciones se mantuvieron en curso. El 10 de noviembre de 1985, se introdujeron billetes de 75 kyats debido a la predilección del mandatario Ne Win por la numerología. El 1 de agosto de 1986 se añadieron billetes de 15 y 35 kyats.
Un año más tarde, el 5 de septiembre de 1987, el gobierno desmonetizó los billetes de 25, 35 y 75 kyats sin garantizar el cambio a otros billetes nuevos, provocando que el 75% del valor de la moneda del país disminuyera. Los cambios en la economía desembocaron en varios disturbios y a un golpe de Estado en 1988 por el general Saw Maung. El 22 de septiembre de 1987 se introdujeron billetes de 45 y 90 kyats.
Tras el cambio del nombre del país a Myanmar el 20 de junio de 1989, se empezaron a emitir nuevos billetes. Durante este tiempo, los billetes anteriores no fueron desmonetizados, sin embargo cayeron en desuso mientras la inflación les hacía perder su valor. El 1 de marzo de 1990 se emitieron billetes de 1 kyat, seguidos de denominaciones de 200 kyats el 27 de marzo. Cuatro años después, el 27 de marzo de 1994 se emitieron billetes de 50 pya, 20, 50, 100 y 500 kyats, seguidos en mayo de 1995 de nuevos billetes de 5 y 10 kyats. En noviembre de 1998 se añadieron los billetes de 1.000 kyats.
| Imagen Anverso | Imagen Reverso | Denominación | Color predominante | Dimensiones | Descripción del anverso | Descripción del reverso                                                                     |
| -------------- | -------------- | ------------ | ------------------ | ----------- | ----------------------- | ------------------------------------------------------------------------------------------- |
|                |                | 50 Pyas      | Violeta/Naranja    | 110 x 55 mm | Arpa birmana            | 50 - FIFTY PYAS - CENTRAL BANK OF MYANMAR                                                   |
|                |                | 1 Kyat       | Rojo/Marrón        | 110 x 55 mm | León Birmano            | 1 - ONE KYAT - CENTRAL BANK OF MYANMAR                                                      |
|                |                | 5 Kyats      | Marrón/Azul        | 130 x 60 mm | León birmano (Chinthe)  | 5 - FIVE KYATS - Jugadores de chinlone - CENTRAL BANK OF MYANMAR                            |
|                |                | 10 Kyats     | Violeta            | 130 x 60 mm | León birmano (Chinthe)  | 10 - TEN KYATS - Karaweik - CENTRAL BANK OF MYANMAR                                         |
|                |                | 20 Kyats     | Verde              | 145 x 70 mm | León birmano (Chinthe)  | 20 - TWENTY KYATS - Parque Popular y Fuente del Elefante en Rangún- CENTRAL BANK OF MYANMAR |
|                |                | 50 Kyats     | Naranja/Marrón     | 145 x 70 mm | León birmano (Chinthe)  | 50 - FIFTY KYATS - Artesano lacando tallas- CENTRAL BANK OF MYANMAR                         |
|                |                | 100 Kyats    | Azul/Verde/Rosa    | 145 x 70 mm | León birmano (Chinthe)  | 100 - ONE HUNDRED KYATS - Restauración de un templo - CENTRAL BANK OF MYANMAR               |
|                |                | 200 Kyats    | Verde              | 165 x 80 mm | León birmano (Chinthe)  | 200 - TWO HUNDRED KYATS - Elefante transportando troncos - CENTRAL BANK OF MYANMAR          |
|                |                | 500 Kyats    | Violeta/Marrón     | 165 x 80 mm | León birmano (Chinthe)  | 500 - FIVE HUNDRED KYATS - Estatua del general Maha Bandula - CENTRAL BANK OF MYANMAR       |
|                |                | 1.000 Kyats  | Violeta/Verde      | 165 x 80 mm | León birmano (Chinthe)  | 1000 - ONE THOUSAND KYATS - Edificio del Ministerio de Finanzas - CENTRAL BANK OF MYANMAR   |

En 2003 hubo rumores por todo el país sobre una nueva desmonetización que la Junta Militar desmintió. La desmonetización no se materializó, sino que en 2004 los tamaños de los billetes de 200, 500 y 1.000 kyats se redujeron para que todas las denominaciones tuvieran el mismo tamaño.

| Denominación | Color predominante | Dimensiones | Descripción del anverso | Descripción del reverso                                                                   |
| ------------ | ------------------ | ----------- | ----------------------- | ----------------------------------------------------------------------------------------- |
| 200 Kyats    | Verde              | 150 x 70 mm | León birmano (Chinthe)  | 200 - TWO HUNDRED KYATS - Elefante transportando troncos - CENTRAL BANK OF MYANMAR        |
| 500 Kyats    | Violeta/Marrón     | 150 x 70 mm | León birmano (Chinthe)  | 500 - FIVE HUNDRED KYATS - Estatua del general Maha Bandula - CENTRAL BANK OF MYANMAR     |
| 1.000 Kyats  | Violeta/Verde      | 150 x 70 mm | León birmano (Chinthe)  | 1000 - ONE THOUSAND KYATS - Edificio del Ministerio de Finanzas - CENTRAL BANK OF MYANMAR |
| 5.000 Kyats  | Naranja/Rosa       | 150 x 70 mm | Elefante blanco         | 5000 - FIVE THOUSAND KYATS - Edificios - CENTRAL BANK OF MYANMAR                          |
| 10.000 Kyats | Azul/naranja       | 150 x 70 mm | Sello de Birmania       | 10000 - TEN THOUSAND KYATS - Edificios - CENTRAL BANK OF MYANMAR                          |

El 1 de octubre de 2009 se añadió un nuevo billete de 5.000 kyats.
El 9 de junio de 2012, el Banco Central anunció que se introducirían en circulación billetes de K. 10.000/- para facilitar mejor las transacciones financieras en una economía principalmente orientada al efectivo. Fueron emitidos el 15 de junio de 2012.
En 2019, el Banco Central de Myanmar emitió una nueva serie de billetes que presenta un retrato de su héroe nacional Aung San después de estar ausente 30 años después de que el Banco Central de Myanmar emitiera su actual serie de billetes que presentaban imágenes de los Chinthe y elefantes. La primera denominación emitida para esta nueva serie fue la Ks. 1.000/-, que entró en circulación el 4 de enero de 2020, seguido del Ks. Billete de 500/- el 19 de julio de 2020.
El 31 de julio de 2023, el Banco Central de Myanmar publicó la nueva imagen del Ks. 20.000 /-
Desde que se introdujo el tercer kyat, la moneda de Myanmar no tiene indicación de la fecha en que el billete entró en circulación ni la firma de la autoridad emisora.
| Imagen Anverso | Imagen Reverso | Denominación | Color predominante | Dimensiones | Descripción del anverso                               | Descripción del reverso                            |
| -------------- | -------------- | ------------ | ------------------ | ----------- | ----------------------------------------------------- | -------------------------------------------------- |
|                |                | 500 Kyats    | Rojo/Rosado        | 150 x 70 mm | Aung San                                              | Cuarteles del Banco Central de Myanmar en Naipyidó |
|                |                | 1000 Kyats   | Azul               | 150 x 70 mm | Aung San                                              | La Asamblea de la Unión en Naipyidó                |
|                |                | 5.000 Kyats  | Naranja/Rosado     | 150 x 70 mm | Elefante blanco                                       | La Asamblea de la Unión en Naipyidó                |
|                |                | 10.000 Kyats | Azul               | 150 x 70 mm | Sello de Birmania, (con elefantes en lugar de leones) | Foso del Palacio Real de Mandalay                  |
|                |                | 20.000 Kyats | Verde              | 150 x 70 mm | <Elefante blanco                                      | Puentes sobre el Río Irawadi en Mandalay           |